# استان گران چاکو
استان گران چاکو (انگلیسی: Gran Chaco Province) یکی از استان‌های بولیوی در بولیوی است که در شهرستان تاریزا واقع شده‌است.